# Baranoa
Baranoa è un comune della Colombia facente parte del dipartimento dell'Atlantico.
Il centro abitato venne fondato nel 1543, mentre l'istituzione del comune è del 23 ottobre 1856.